# UCI-Cyclocross-Weltcup 2006/07
Eine Übersicht der Resultate des Cyclocross-Weltcups in der Saison 2006/2007.

## Männer

### Kalender
| Datum        | Ort         | Sieger          | Zweiter        | Dritter             |
| ------------ | ----------- | --------------- | -------------- | ------------------- |
| 1. Oktober   | Aigle       | Sven Nys        | Bart Wellens   | Erwin Vervecken     |
| 22. Oktober  | Kalmthout   | Sven Nys        | Francis Mourey | Erwin Vervecken     |
| 28. Oktober  | Tábor       | Radomir Simunek | Bart Wellens   | Erwin Vervecken     |
| 4. November  | Treviso     | Francis Mourey  | Sven Nys       | Erwin Vervecken     |
| 12. November | Pijnacker   | Sven Nys        | Francis Mourey | Gerben de Knegt     |
| 25. November | Koksijde    | Sven Nys        | Bart Wellens   | Sven Vanthourenhout |
| 3. Dezember  | Igorre      | Sven Nys        | Bart Wellens   | Klaas Vantornout    |
| 8. Dezember  | Mailand     | Bart Wellens    | Sven Nys       | Sven Vanthourenhout |
| 26. Dezember | Hofstade    | Erwin Vervecken | Petr Dlask     | Thijs Al            |
| 14. Januar   | Nommay      | Sven Nys        | Bart Wellens   | Gerben de Knegt     |
| 21. Januar   | Hoogerheide | Sven Nys        | Petr Dlask     | Erwin Vervecken     |

### Gesamtwertung
Stand: 11. Dezember 2006
| Pos. | Fahrer              | Nation      | Punkte |
| ---- | ------------------- | ----------- | ------ |
| 1.   | Sven Nys            | Belgien     | 2650   |
| 2.   | Bart Wellens        | Belgien     | 1944   |
| 3.   | Gerben de Knegt     | Niederlande | 1489   |
| 4.   | Erwin Vervecken     | Belgien     | 1471   |
| 5.   | Francis Mourey      | Frankreich  | 1462   |
| 6.   | Sven Vanthourenhout | Belgien     | 1411   |
| 7.   | Klaas Vantornout    | Belgien     | 1338   |
| 8.   | Christian Heule     | Schweiz     | 1070   |
| 9.   | Kevin Pauwels       | Belgien     | 983    |
| 10.  | John Gadret         | Frankreich  | 955    |

## Frauen

### Kalender
| Datum        | Ort         | Sieger             | Zweiter              | Dritter              |
| ------------ | ----------- | ------------------ | -------------------- | -------------------- |
| 22. Oktober  | Kalmthout   | Hanka Kupfernagel  | Marianne Vos         | Helen Wyman          |
| 4. November  | Treviso     | Marianne Vos       | Hanka Kupfernagel    | Birgit Hollmann      |
| 12. November | Pijnacker   | Hanka Kupfernagel  | Daphny van den Brand | Birgit Hollmann      |
| 26. Dezember | Hofstade    | Hanka Kupfernagel  | Birgit Hollmann      | Daphny van den Brand |
| 14. Januar   | Nommay      | Laurence Leboucher | Maryline Salvetat    | Hanka Kupfernagel    |
| 21. Januar   | Hoogerheide | Hanka Kupfernagel  | Marianne Vos         | Helen Wyman          |

### Gesamtwertung
Stand: 22. Oktober 2006
| Pos. | Fahrer                 | Nation                 | Punkte |
| ---- | ---------------------- | ---------------------- | ------ |
| 1.   | Hanka Kupfernagel      | Deutschland            | 895    |
| 2.   | Marianne Vos           | Niederlande            | 740    |
| 3.   | Helen Wyman            | Vereinigtes Königreich | 620    |
| 4.   | Laurence Leboucher     | Frankreich             | 547    |
| 5.   | Reza Hormes-Ravenstijn | Niederlande            | 493    |
| 6.   | Birgit Hollmann        | Deutschland            | 480    |
| 7.   | Veerle Ingels          | Belgien                | 406    |
| 8.   | Arenda Grimberg        | Niederlande            | 370    |
| 9.   | Susanne Juranek        | Deutschland            | 365    |
| 10.  | Nadia Triquet          | Frankreich             | 334    |